# ディーマジェスティ
ディーマジェスティ（欧字名:Dee Majesty、2013年3月24日 - ）は、日本の競走馬、種牡馬。
2016年の皐月賞（GI）、セントライト記念（GII）、共同通信杯（GIII）優勝馬である。
馬名の由来は「父名＋威厳」。

## 経歴

### 2歳（2015年）
9月5日、札幌競馬場での新馬戦でデビュー。前で逃げ粘るキングライオンにハナ差届かず、2着に惜敗した。続く9月26日の未勝利戦では、オッズ1倍圏内の1番人気に支持されるも、またもや2着となったが、3戦目となる11月23日の未勝利戦で、後のスプリングステークス(GII)の覇者であるマウントロブソンとの争いをクビ差制し初勝利を挙げた。そして、年内最終戦には前年からGIIとなったホープフルステークスが登録されていたが、レース当日の早朝にフレグモーネを発症したため、出走取消となった。

### 3歳（2016年）
年内初戦として、共同通信杯(GIII)に出走。1勝馬ということもあり6番人気と評価は低かったが、その人気を覆すかのように直線では堂々と抜け出し勝利を遂げた。
迎えたクラシック第1戦・皐月賞(GI)は、重賞馬ながら8番人気と評価を落としての出走となった。道中では後方につけ、足を溜める展開を作る。絶好の位置取りで迎えた最後の直線では、残り200m付近から鞭に鋭く反応し、末脚を炸裂させエアスピネル、リオンディーズ、サトノダイヤモンドといった先団をまとめて交わし、外から追い縋る2着のマカヒキに1 3/4馬身差を付ける完勝で、クラシックの初戦を制した。
続く東京優駿（日本ダービー）(GI)では、皐月賞での勝利が評価され、最終オッズでは1番人気に支持されたものの、2番人気サトノダイヤモンド（3.8倍）、3番人気マカヒキ（4.0倍）との人気に差はなく混戦模様となった。道中では人気3頭がほぼ同位置に付ける中でディーマジェスティはその3頭の中では1番後ろに位置して構えた。迎えた最後の直線では、前でマカヒキとサトノダイヤモンドとの熾烈な争いが繰り広げられる中で、ディーマジェスティはその2頭に喰らいつくも、惜しくも半馬身届かず3着に敗れた。（レースに関する詳細については第83回東京優駿を参照。）
その後休養を経て、菊花賞への前哨戦としてセントライト記念(GII)に出走。このレースでは、マカヒキはフランスに遠征、サトノダイヤモンドは神戸新聞杯(GII)の方に出走するなど、これまでクラシックで熾烈な戦いを繰り広げてきた強豪勢がいないということもあり、最終オッズ1.4倍の圧倒的な1番人気に推された。レースでは後方に位置し、4コーナー手前で徐々に順位を上げ、好ポジションをキープして迎えた最後の直線。早めに先頭へ立つと、追い縋る2番人気のゼーヴィントをクビ差凌いで勝利した。
そして迎えた菊花賞(GI)ではサトノダイヤモンドに次ぐ2番人気に支持された。レースでは中団あたりを追走しスタミナを温存するも、最終コーナー手前でサトノダイヤモンドと並ぶ頃には手応えが怪しくなり、直線に入る前から鞭が入る。その頃サトノダイヤモンドは馬なりのまま最終コーナーを回っており、その差は歴然だった。直線ではサトノダイヤモンドが先頭に立ち差を広げにかかったが、ディーマジェスティはそれについて行けないばかりか、今まで先着を許さなかったエアスピネルや伏兵レインボーラインにも交わされ、4着となった。
その後は古馬との初対戦となったジャパンカップ(GI)に出走。ここでは4番人気に支持された。レースでは1枠1番から逃げたキタサンブラックが作り出した前半1000mタイム61.7秒とスローペースの中、中団後ろでレースを進めたディーマジェスティにとっては苦しい展開となった(一般に、後方でレースを進める馬はハイペースのほうが良いとされる)。直線では外に出したが見せ場なく13着に沈んだ。ちなみに、菊花賞で先着を許したレインボーラインも出走したがこちらは6着と、またも先着を許した。

### 4歳（2017年）
年明け初戦には日経賞(GII)を選択。同じく4歳馬のシャケトラの6着。その後天皇賞・春に出走。レースでは後方待機から最終コーナーで進出するも、レコードタイムで勝利したキタサンブラックの後方で6着だった。
天皇賞後はレースに出走することがなく、11月20日、翌11月21日付での電撃引退が発表された。引退後はアロースタッドで種牡馬入りする。

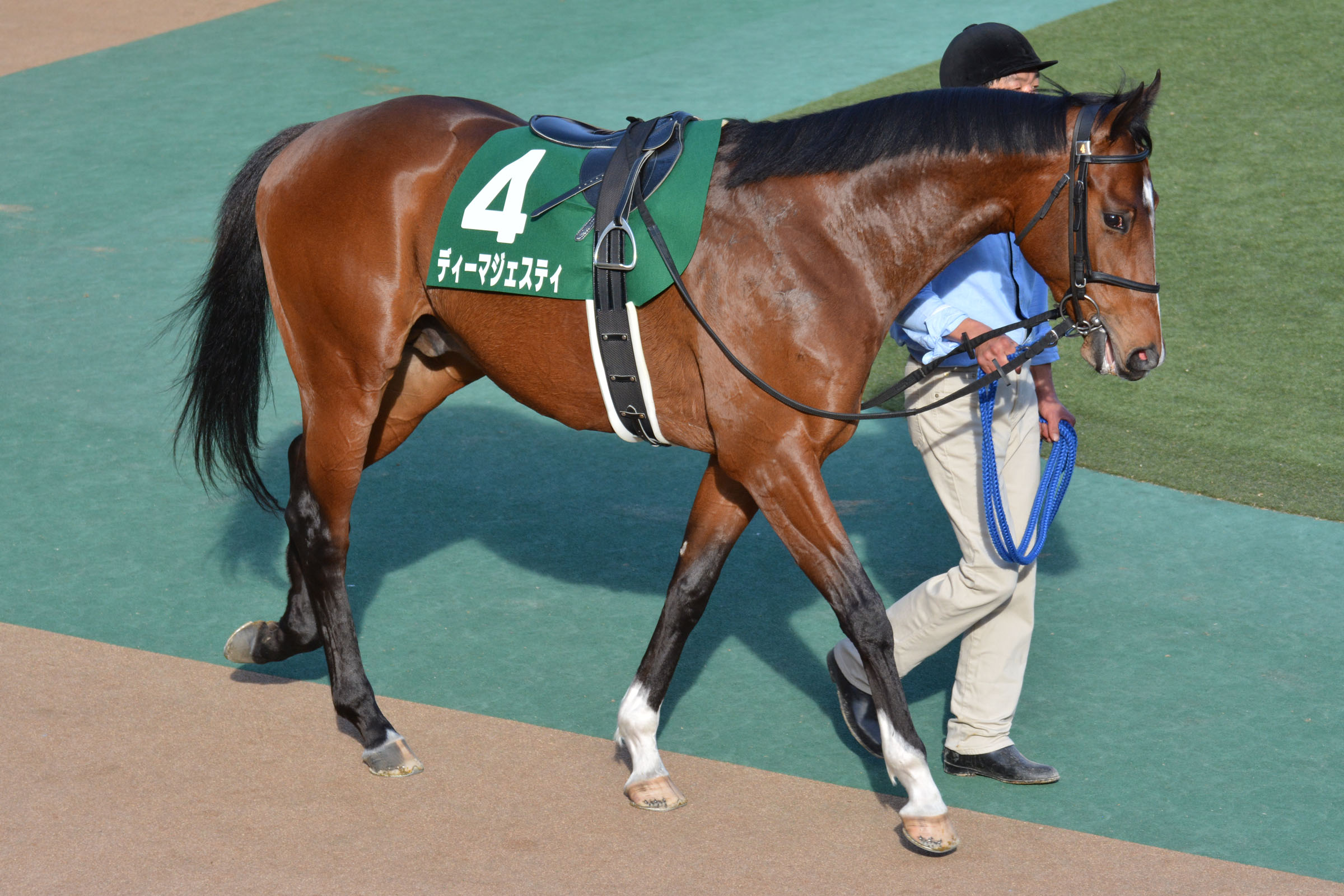
共同通信杯
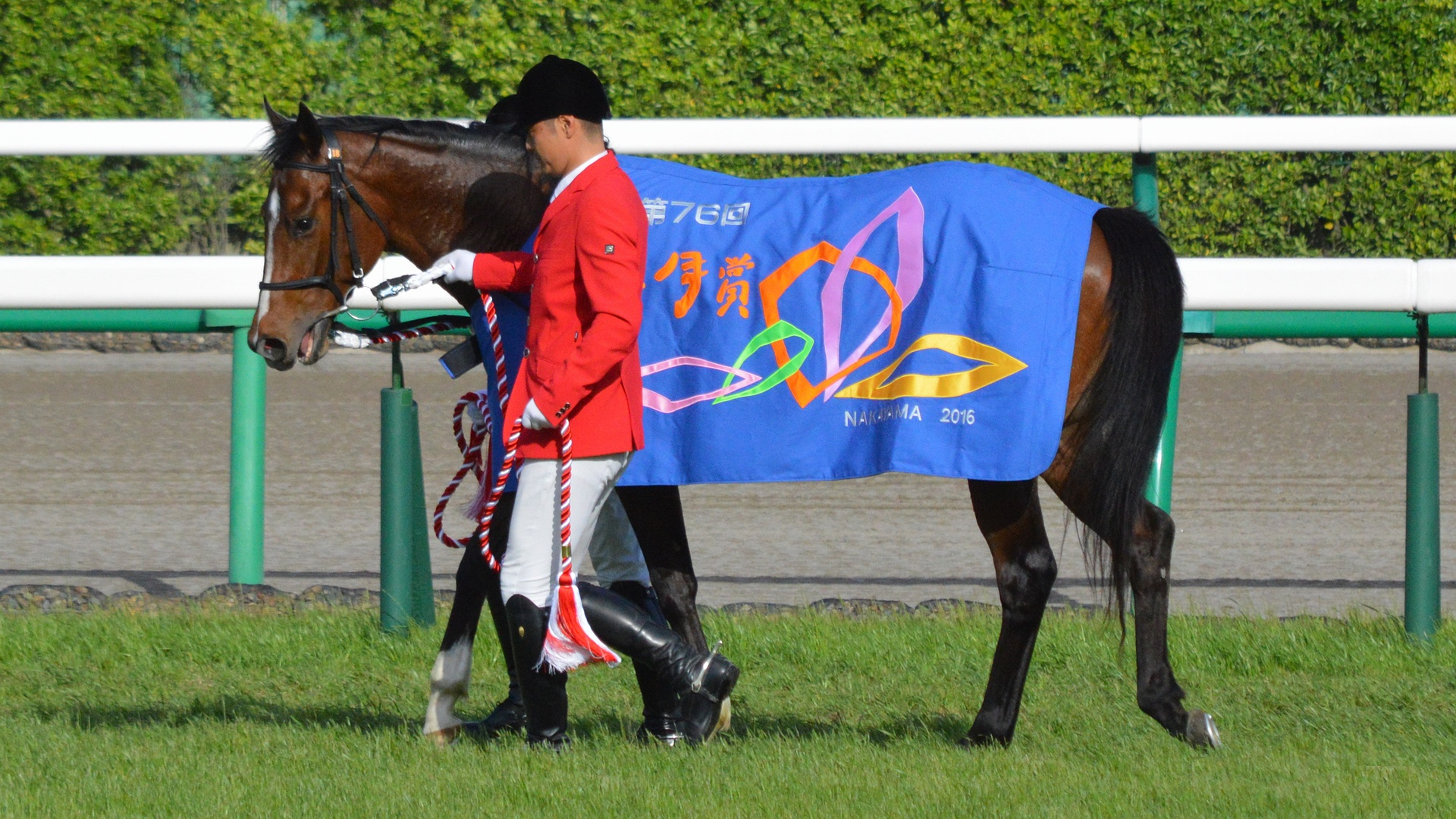
皐月賞表彰式

## 競走成績
| 競走日     | 競馬場 | 競走名           | 格   | 距離（馬場）  | 頭 数 | 枠 番 | 馬 番 | オッズ （人気） | 着順 | タイム （上り3F） | 着差 | 騎手       | 斤量 | 1着馬（2着馬）       |
| ---------- | ------ | ---------------- | ---- | ------------- | ----- | ----- | ----- | --------------- | ---- | ----------------- | ---- | ---------- | ---- | -------------------- |
| 2015.09.05 | 札幌   | 2歳新馬          |      | 芝1500m（稍） | 14    | 1     | 1     | 04.1（3人）     | 02着 | 1:32.2（35.5）    | -0.0 | C.ルメール | 54kg | キングライオン       |
| 0000.09.26 | 中山   | 2歳未勝利        |      | 芝1800m（稍） | 13    | 4     | 4     | 01.6（1人）     | 02着 | 1:49.3（34.4）    | -0.1 | 蛯名正義   | 54kg | マイネルファン       |
| 0000.11.23 | 東京   | 2歳未勝利        |      | 芝2000m（良） | 15    | 8     | 14    | 02.6（1人）     | 01着 | 2:01.8（33.5）    | -0.1 | 蛯名正義   | 55kg | （マウントロブソン） |
| 0000.12.27 | 中山   | ホープフルS      | GII  | 芝2000m（良） | 12    | 5     | 7     | －              | 取消 | －                | －   | 蛯名正義   | 55kg | ハートレー           |
| 2016.02.14 | 東京   | 共同通信杯       | GIII | 芝1800m（稍） | 10    | 4     | 4     | 22.6（6人）     | 01着 | 1:47.4（34.9）    | -0.2 | 蛯名正義   | 56kg | （イモータル）       |
| 0000.04.17 | 中山   | 皐月賞           | GI   | 芝2000m（良） | 18    | 8     | 18    | 30.9（8人）     | 01着 | 1:57.9（34.0）    | -0.2 | 蛯名正義   | 57kg | （マカヒキ）         |
| 0000.05.29 | 東京   | 東京優駿         | GI   | 芝2400m（良） | 18    | 1     | 1     | 03.5（1人）     | 03着 | 2:24.1（33.3）    | -0.1 | 蛯名正義   | 57kg | マカヒキ             |
| 0000.09.18 | 中山   | セントライト記念 | GII  | 芝2200m（良） | 12    | 4     | 4     | 01.4（1人）     | 01着 | 2.13.1（34.5）    | -0.0 | 蛯名正義   | 56kg | （ゼーヴィント）     |
| 0000.10.23 | 京都   | 菊花賞           | GI   | 芝3000m（良） | 18    | 3     | 6     | 03.2（2人）     | 04着 | 3:03.8（34.5）    | -0.5 | 蛯名正義   | 57kg | サトノダイヤモンド   |
| 0000.11.27 | 東京   | ジャパンC        | GI   | 芝2400m（良） | 17    | 5     | 9     | 07.5（4人）     | 13着 | 2:27.1（35.0）    | -1.3 | 蛯名正義   | 55kg | キタサンブラック     |
| 2017.03.25 | 中山   | 日経賞           | GII  | 芝2500m（良） | 16    | 3     | 6     | 06.7（3人）     | 06着 | 2:33.3（35.3）    | -0.5 | 蛯名正義   | 57kg | シャケトラ           |
| 0000.04.30 | 京都   | 天皇賞（春）     | GI   | 芝3200m（良） | 17    | 5     | 9     | 35.8（8人）     | 06着 | 3:13.5（35.6）    | -1.0 | 蛯名正義   | 58kg | キタサンブラック     |

以上の「競走成績」における内容はnetkeiba.com "ディーマジェスティの競走成績"に基づく。

## 種牡馬成績
2018年よりアロースタッドで種牡馬入り。
2021年6月9日門別競馬第2競走でスージーが1着となり、産駒の初勝利を挙げた。

## 血統表
| ディーマジェスティの血統        | ディーマジェスティの血統                               | ディーマジェスティの血統                | （血統表の出典）                        | （血統表の出典） |
| 父系                            | サンデーサイレンス系                                   | サンデーサイレンス系                    | サンデーサイレンス系                    | [ § 2 ]          |
| 父 ディープインパクト 2002 鹿毛 | 父の父*サンデーサイレンス Sunday Silence 1986 青鹿毛   | Halo                                    | Hail to Reason                          | Hail to Reason   |
| 父 ディープインパクト 2002 鹿毛 | 父の父*サンデーサイレンス Sunday Silence 1986 青鹿毛   | Halo                                    | Cosmah                                  |                  |
| 父 ディープインパクト 2002 鹿毛 | 父の父*サンデーサイレンス Sunday Silence 1986 青鹿毛   | Wishing Well                            | Understanding                           | Understanding    |
| 父 ディープインパクト 2002 鹿毛 | 父の父*サンデーサイレンス Sunday Silence 1986 青鹿毛   | Wishing Well                            | Mountain Flower                         |                  |
| 父 ディープインパクト 2002 鹿毛 | 父の母*ウインドインハーヘア Wind in Her Hair 1991 鹿毛 | Alzao                                   | Lyphard                                 | Lyphard          |
| 父 ディープインパクト 2002 鹿毛 | 父の母*ウインドインハーヘア Wind in Her Hair 1991 鹿毛 | Alzao                                   | Lady Rebecca                            |                  |
| 父 ディープインパクト 2002 鹿毛 | 父の母*ウインドインハーヘア Wind in Her Hair 1991 鹿毛 | Burghclere                              | Busted                                  | Busted           |
| 父 ディープインパクト 2002 鹿毛 | 父の母*ウインドインハーヘア Wind in Her Hair 1991 鹿毛 | Burghclere                              | Highclere                               |                  |
| 母 エルメスティアラ 1998 鹿毛   | 母の父*ブライアンズタイム Brian's Time 1985 黒鹿毛     | Roberto                                 | Hail to Reason                          | Hail to Reason   |
| 母 エルメスティアラ 1998 鹿毛   | 母の父*ブライアンズタイム Brian's Time 1985 黒鹿毛     | Roberto                                 | Bramalea                                |                  |
| 母 エルメスティアラ 1998 鹿毛   | 母の父*ブライアンズタイム Brian's Time 1985 黒鹿毛     | Kelley's Day                            | Graustark                               | Graustark        |
| 母 エルメスティアラ 1998 鹿毛   | 母の父*ブライアンズタイム Brian's Time 1985 黒鹿毛     | Kelley's Day                            | Golden Trail                            |                  |
| 母 エルメスティアラ 1998 鹿毛   | 母の母*シンコウエルメス 1993 鹿毛                      | Sadler's Wells                          | Northern Dancer                         | Northern Dancer  |
| 母 エルメスティアラ 1998 鹿毛   | 母の母*シンコウエルメス 1993 鹿毛                      | Sadler's Wells                          | Fairy Bridge                            |                  |
| 母 エルメスティアラ 1998 鹿毛   | 母の母*シンコウエルメス 1993 鹿毛                      | Doff the Derby                          | Master Derby                            | Master Derby     |
| 母 エルメスティアラ 1998 鹿毛   | 母の母*シンコウエルメス 1993 鹿毛                      | Doff the Derby                          | Margarethen                             |                  |
| 母系(F-No.)                     | Margarethen系(FN:4-n)                                  | Margarethen系(FN:4-n)                   | Margarethen系(FN:4-n)                   | [ § 3 ]          |
| 5代内の近親交配                 | Hail to Reason 4×4、Northern Dancer 5×4                | Hail to Reason 4×4、Northern Dancer 5×4 | Hail to Reason 4×4、Northern Dancer 5×4 | [ § 4 ]          |
| 出典                            | 1. 2. 3. 4.                                            | 1. 2. 3. 4.                             | 1. 2. 3. 4.                             | 1. 2. 3. 4.      |

- 半兄セイクレッドレーヴ（父アドマイヤムーン）はニュージーランドトロフィー2着。
- 祖母シンコウエルメスの産駒にエルノヴァ（エリザベス女王杯3着、重賞2着2回）。
- 3代母Doff the Derbyの産駒にジェネラス（ダービーステークス、キングジョージ6世&クイーンエリザベスステークスなどG1・4勝）、オースミタイクーン（マイラーズカップ、セントウルステークス）。
- 従兄弟にタワーオブロンドン（スプリンターズステークスなど重賞5勝）、オセアグレイト（ステイヤーズステークス）。